# Cerro Gordo (Veracruz)
Cerro Gordo est une ville du Mexique dans l'État de Veracruz à 60 km au nord de Veracruz et à environ 10 km au Nord d'Actopan.

## Histoire
La ville est célèbre pour avoir été le lieu de la Bataille de Cerro Gordo qui opposa Winfield Scott à Antonio López de Santa Anna le 18 avril 1847.